# Subdukcijska zona Malih Antila
Subdukcijska zona Malih Antila je konvergentna granica ploča na morskom dnu duž istočnog ruba vulkanskog luka Malih Antila. U ovoj subdukcijskoj zoni, oceanska kora Južnoameričke ploče subducira se pod Karipsku ploču.